# سعود بن عبد الرحمن السديري
الأمير سعود بن عبد الرحمن بن تركي السديري  هو أول أمير لمنطقة الباحة بعد تأسيسها كمنطقة إدارية بالمملكة العربية السعودية، وأديب وشاعر وتولى عدد من المهام القيادية منذ عهد الملك عبد العزيز .
شغل الأمير سعود بن عبد الرحمن السديري مناصب قيادية منذ سن مبكرة، فقد ولاه الملك عبد العزيز إمارة مهد الذهب وهو لم يبلغ التاسعة عشر من عمره، وكان آخر عمل حكومي ورسمي له هو أمير منطقة الباحة حتى تقدم باستقالته وطلب إحالته إلى التقاعد عام 1398هـ وتفرغ للأعمال الخاصة.

## أبرز مهامه وأعماله الرسمية
- أمير مهد الذهب  (حتى عام 1379هـ) : عينه الملك عبد العزيز أمير للمهد وهو في سن مبكرة.
- أمير بلجرشي  : من عام 1379هـ حتى 1383هـ وذلك قبل تأسيس منطقة الباحة وفوضه الملك فيصل بتأسيس إمارة المنطقة كمنطقة إدارية جديدة أختيار مقرها ونقلها قرية الباحة.
- أمير منطقة الباحة (من 1383هـ حتى 1398هـ) : هو أول أمير لمنطقة الباحة فكلفه الملك فيصل بعد تعينه أمير بلجرشي أن يتولى تأسيس الإمارة كمنطقة إدارية مستقلة وقد اختار قرية الباحة التي تقع في المنتصف بين قبيلتي غامد وزهران وأسهم في تطوير المنطقة حتى طلبه إحالته إلى التقاعد بناءً على رغبته.

## مولده ونشأته
ولد في بلدة الغاط في منطقة نجد شمال الرياض عام 1344هـ وتوفي والده الأمير عبد الرحمن بن تركي بن عبد الله بن تركي بن محمد بن تركي بن سليمان بن حسين بن أحمد بن عبد الله السديري وهو في سن صغيرة ونشأ كباقي أفراد أسرته وتلقى تعليمه الأولي في الغاط ثم درس على يد عدد من علماء المسجد النبوي في المدينة وعرف بأنه ضليع في اللغة العربية وعلوم الشريعة والأدب العربي والشعر الفصيح والنبطي.

## على المستوى الاجتماعي
- يعد شاعر بارزاً من شعراء النبط والفصيح وله العديد من القصائد والمساجلات الشعرية مع كبار الشعراء في المملكة.
- يعتبر أحد المفكرين والأدباء وكانت له زاوية ثابته في مجلة المنهل العريقة لفترة طويلة.
- له ديوان مفتوح بشكل يومي صباحاً ومساءً يستقبل فيه الأدباء والشعراء والوجهاء والعامة وهي عادة يومية تميز بها وباستمرارها من الستينات هجرية.

## والدته وأخوانه
والدته هي الأميرة حصه بنت عبدالوهاب بن حسين السديري.
وأخوانه هم:
- الأمير تركي بن عبد الرحمن بن تركي السديري : وتوفي وليس له ذرية.
- الأمير محمد بن عبد الرحمن بن تركي السديري : عمل أميراً للمندق في منطقة الباحة ثم مفتشاً بوزارة الداخلية حتى تقاعد عن عمله وله من الأبناء فهد وأخواته.
- الأمير عبد الرحمن بن عبد الرحمن بن تركي السديري : عمل أميراً لمهد الذهب في منطقة المدينة المنورة - وله من الأبناء خالد وعبد الله وسعود وشقيقاتهم.
- الأميرة لطيفه بنت عبد الرحمن بن تركي السديري : زوجة الأمير عبد الله بن سعد السديري ووالدة أبنائه سعد، وفهد، وتركي، وشقيقاتهم.
- الأميرة شيخه بنت عبد الرحمن بن تركي السديري : زوجة الأمير ناصر بن سعد السديري .

## أبنائه
- عبد الرحمن بن سعود بن عبد الرحمن السديري - رجل أعمال.
- المهندس / بدر بن سعود بن عبد الرحمن السديري - مهندس مستشار في وزارة الشؤون البلدية والقروية السعودية.
- المهندس / محمد بن سعود بن عبد الرحمن السديري - رجل أعمال - مهندس سابق في وزارة الزراعة.
- موفق بن سعود بن عبد الرحمن السديري - رجل أعمال - موظف سابق في وزارة الداخلية.
- الدكتور/ عبد الوهاب بن سعود بن عبد الرحمن السديري - نائب النائب العام للتحقيق .
- المهندس / حسين بن سعود بن عبد الرحمن السديري - وكيل وزارة الشؤون البلدية والقروية والإسكان لتخطيط المدن وزارة الشؤون البلدية والقروية السعودية سابقا ، و يعمل حاليا وكيل أمانة منطقة الرياض للتنمية الحضرية و مستشارا لسمو الأمين.
- ممدوح بن سعود بن عبد الرحمن السديري - موظف في هيئة السوق المالية.
- المهندس/ عبد الله بن سعود بن عبد الرحمن السديري - محاضر في جامعة أم القرى.
- أحمد بن سعود بن عبد الرحمن السديري - مدير عام تقنية المعلومات في شركة نقل المياه WTCO.
- سعد بن سعود بن عبد الرحمن السديري - موظف في وزارة الداخلية.
- تركي بن سعود بن عبد الرحمن السديري - رجل أعمال .
- عبد العزيز بن سعود بن عبد الرحمن السديري - رجل أعمال .